# Вилхелм (Хесен-Филипстал-Бархфелд)
Вилхелм фон Хесен-Филипстал-Бархфелд (на немски: Wilhelm von Hessen-Philippsthal-Barchfeld; * 1 април 1692, Филипстал; † 13 май 1761, Бреда) от Дом Хесен, е ландграф на Хесен-Филипстал-Бархфелд (1721 – 1761).

## Биография
Той е най-малкият син на ландграф Филип фон Хесен-Филипстал (1655 – 1721) и съпругата му Катарина Амалия фон Золмс-Лаубах (1654 – 1736), дъщеря на граф Карл Ото фон Золмс-Лаубах.
След смъртта на баща му през 1721 г. той основава страничната линия Хесен-Филипстал-Бархфелд. По-големият му брат Карл (1682 – 1770) става ландграф на Хесен-Филипстал.
От 1690 до 1732 г. той строи в Бархфелд наречения на него бароков дворец Вилхелмсбург.
През 1732 г. той е губернатор на Ипер. Като генерал-лейтенант той води през 1743 г. нидерландските войски в Австрийската наследствена война (1740 – 1748). През 1747 г. е генерал на кавалерията и умира като губернатор на Бреда.

## Фамилия
Вилхелм се жени на 31 октомври 1724 в Хойм за принцеса Шарлота Вилхелмина фон Анхалт-Бернбург-Шаумбург-Хойм (1704 – 1766), дъщеря на княз Лебрехт фон Анхалт-Бернбург-Хойм. Те имат децата:
- Шарлота фон Хесен-Филипстал-Бархфелд (1725 – 1798)

∞ 1765 граф Албрехт Август фон Изенбург-Бюдинген (1717 – 1782)
- Вилхелм (*/† 1726)
- Фридрих (1727 – 1777), ландграф на Хесен-Филипстал-Бархфелд (1761 – 1777); ∞ 1772 графиня София Хенриета цу Салм-Грумбах (1740 – 1800)
- Филип (1728 – 1745)
- Йохана Шарлота (1730 – 1799)
- Каролина (1731 – 1808)
- Улрика Елеонора фон Хесен-Филипстал-Бархфелд (1732 – 1795)

∞ 1755 ландграф Вилхелм фон Хесен-Филипстал (1726 – 1810)
- Карл Вилхелм (1734 – 1764)
- Анна фон Хесен-Филипстал-Бархфелд (1735 – 1785)

∞ 1767 граф Адолф фон Липе-Детмолд (1732 – 1800), син на Симон Хайнрих Адолф цур Липе-Детмолд
- Георг (1737 – 1740)
- Доротея Мария фон Хесен-Филипстал-Бархфелд (1738 – 1799)

∞ 1764 княз Йохан Карл Лудвиг фон Льовенщайн-Вертхайм-Фройденберг (1740 – 1816)
- Кристиан (1740 – 1750)
- Лудвиг Фридрих (*/† 1741)
- Адолф (1743 – 1803), ландграф на Хесен-Филипстал-Бархфелд

∞ 1781 принцеса Луиза фон Саксония-Майнинген (1752 – 1805)
- Август (*/† 1745)